# Štitar
Štitar je općina u Vukovarsko-srijemskoj županiji, Hrvatska.

## Zemljopisni položaj
Prema svom zemljopisnom položaju i dnevnomigracijskim obilježjima općina Štitar pripada županjskoj Posavini. Smještena je između rijeke Save i auto-ceste Zagreb –Lipovac i u neposrednoj blizini grada Županje (udaljenost 5 km). 
Mjesto je tipično ravničarsko, ušorenog tipa. Izgrađeno je za vrijeme vojne krajine u drugoj polovini 18. stoljeća prema urbanističkim zamislima onodobnih vojnih vlasti. 
Kroz mjesto prolazi županijska cesta koja osigurava dobru prometnu povezanost s lokalnim centrima
kao i s ostalom Hrvatskom.
Selo leži na naplavnom području aluvijalnog porijekla s nadmorskom visinom od 82-85 metara. Katastarska općina Štitar sastoji se od 2000 hektara oranica, 250 hektara pašnajka i 1400 hektara šume hrasta lužnjaka. Zbog blizine Save, veliki dio hatara ugrožen je zbog visoke razine podzemnih voda.
Na sjeveru općina Štitar graniči s općinom Cerna, na istoku s općinom Gradište i općinom Županja, te na zapadu s općinom Babina Greda. Jug općine čini rijeka Sava, čiji je tok granica s BiH.
Usred štitarskog hatara nalazi se šuma Rastovica koja izgleda poput nekoga otoka jer nema veze s ostalim šumama koje okružuju mjesto. Na sjeveru su rudine Ostrovska greda i Crna greda, Vrtlak, Stanić i Babin stan. Prema Gradištu je Stari i Novi gaj, a istočno od sela prema Županji su Sitno i Komarevo. Uz Savu su rudine Dvorište, Kadište i Vodeničke njive, Burum. Zapadno prema Babinoj Gredi su Teča, Blato, Zablaće, Rastevci, Lasci i Tovolj.

## Stanovništvo
Prema popisu stanovništva iz 2001. godine, Štitar ima 2608 stanovnika.
| broj stanovnika | 1620  | 1803  | 1669  | 1694  | 1717  | 1681  | 1483  | 1595  | 1842  | 2000  | 2315  | 2611  | 2416  | 2488  | 2608  | 2129  | 1552  |
|                 | 1857. | 1869. | 1880. | 1890. | 1900. | 1910. | 1921. | 1931. | 1948. | 1953. | 1961. | 1971. | 1981. | 1991. | 2001. | 2011. | 2021. |

## Uprava
Načelnik Općine Štitar: Stjepan Gašparović (HSS)
Privremeni zamjenik općinskog načelnika: Branko Miličić (HSS)
Općinsko vijeće:
1. Predsjednica Općinskog vijeća – Marina Pranjić (HDZ)
2. Potpredsjednica Općinskog vijeća – Martina Mikinac (HSS),
3. Potpredsjednik Općinskog vijeća – Stjepan Živković (Nezavisni)
4. Zoran Dominković (HSS),
5. Branko Miličić (HSS),
6. Antun Živković (HSS),
7. Josip Damjanović (HDZ),
8. Marijan Dominković (Nezavisni),
9. Mijo Kobašević (Nezavisni).

## Povijest
Turska vladavina
Prema turskom poreznom popisu oko 1570. godine selo Štitar (kariye-i Iştitar) je imalo 9 kuća u kojima su domaćini bili: Anbruş – papuçar,  Lovrenaç Bratit',  Balind Radaşit',  Ivaniş Yokit',  Antol Beloşit',  Ivo Matiyaş,  Iştvan Birçit',  Ferenaç Iştvan,  Mitar – sokaç.

## Poznate osobe
- Stanko Šarić, frontman, basprimaš i pjevač TS Najbolji hrvatski tamburaši (Bivši "Zlatni dukati")
- Mirko Gašparović, basprimaš TS Najbolji hrvatski tamburaši
- Mato Miličić (Pišta), kontraš TS Najbolji hrvatski tamburaši
- Mato Lukačević, basist TS Najbolji hrvatski tamburaši
- Ivan Šarić Baća,[4] pjesnik i autor
- sestra Marija (Ivanka) Kalenić, osnovateljica družbe sestara milosrdnica sv. Vinka Paulskoga u Argentini

## Spomenici i znamenitosti
Najpoznatija i najznačajnija građevina u Štitaru je crkva sv. Mateja, u selu ju zovu "stara crkva". Sagrađena je početkom 19. st. u neogotičkom i stilu, a crkvu je iznutra oslikao Pelerini. Kor crkve je restauriran 2003. godine. Oltari su od drveta i izrađeni su u radionici "Ferdinand Stuflesser". Vrlo posebne su postaje križnoga puta, te triptih (reljef) Kristovog rođenja. U sedamdesetim godinama 20. stoljeća se počela graditi nova crkva, jer je stara postala premala. Nova crkava je bila brzo sagrađena, no ništa se skoro nije radilo u 30 godina. Nova crkva počela se graditi u vrijeme župnika Antuna Drenjačevića, dio radova obavio je župnik Josip Kalmar a ostale radove dovršava župnik Mirko Rendulić. Nova crkva je također posvećena sv. Mateju te je u nju prenesen većinski crkveni inventar.

## Obrazovanje
Osnovna škola "Ivan Martinović" (1. – 8. razred)

## Kultura
- KUD Josip Kozarac

## Šport
- NK Sloga

## Vanjske poveznice
- http://www.stitar.com